# Giuliano Simeone
Giuliano Simeone Baldini (Roma, 18 de dezembro de 2002) é um futebolista argentino nascido na Itália que atua como atacante. Atualmente, defende o Atlético Madrid.

## Infância
Nascido em Roma, quando seu pai Diego Simeone jogava pela Lazio, Giuliano retornou à Argentina para morar com sua mãe aos quatro anos de idade, e começou sua carreira no River Plate. Em setembro de 2019, transferiu-se para as categorias de base do Atlético de Madrid; como não tinha assinado contrato profissional com o River, o clube não conseguiu mantê-lo, assim, posteriormente, a transferência foi aprovada pela FIFA.

## Carreira

### Atlético de Madrid B
Simeone fez sua estreia pelo time B do Atlético no dia 17 de janeiro de 2021, começando como titular e marcando o primeiro gol no empate por 1 a 1, válido pela Segunda Divisão B, contra o UD Poblense. Ele marcou mais três gols na temporada, mas não evitou o rebaixamento do seu time.
Em 2021, após participar da pré-temporada com o time principal, Simeone retornou ao time B, agora na Tercera División RFEF, marcando oito gols em 11 partidas.
Ele estreou pelo time principal do Atlético de Madrid no empate em 0 a 0, em jogo válido pela La Liga, diante do Granada, no dia 20 de abril de 2022, entrando como substituto aos 91 minutos.

#### Empréstimos ao Real Zaragoza e Alavés
Em 4 de julho de 2022, Simeone foi emprestado ao Real Zaragoza, da Segunda División, para a temporada de 2022–23. Em 5 de setembro de 2022, Simeone marcou seu primeiro gol como profissional, na derrota por 2 a 1 contra o CD Lugo.
Em 21 de julho de 2023, Simeone renovou seu contrato com o Atleti até 2028 e foi emprestado ao Deportivo Alavés por um ano. Em 6 de agosto, durante um amistoso de pré-temporada contra o Burgos CF, ele quebrou a fíbula e também sofreu uma lesão no tornozelo após uma forte entrada de José Joaquín Matos.

### Retorno ao Atlético de Madrid
No início da temporada 2024–25, Simeone retornou ao Atlético de Madrid. Em 3 de novembro de 2024, ele marcou seu primeiro gol pelo clube na vitória por 2 a 0 sobre o Las Palmas.
Em 29 de janeiro de 2025, ele marcou seu primeiro gol na Liga dos Campeões e deu uma assistência na vitória por 4 a 1 sobre o RB Salzburg.

## Carreira internacional
Em 19 de novembro de 2024, Simeone estreou pela Argentina, na partida contra o Peru, válida pela eliminatória da Copa do Mundo FIFA de 2026. Com isso, ele se tornou o segundo filho de Diego Simeone a jogar pela Argentina, depois de Giovanni Simeone. Em 25 de março de 2025, Simeone marcou seu primeiro gol pela Argentina na vitória por 4 a 1 diante do Brasil.

## Vida pessoal
Simeone é filho de Diego Simeone, que também é seu atual técnico no Atlético de Madrid. Seus irmãos Giovanni e Gianluca também são jogadores de futebol.

## Estatísticas na carreira

### Clube
- Atualizado até 23 de junho de 2025[20]

| Clube                 | Temporadas        | Liga                  | Liga  | Liga | Copa del Rey | Copa del Rey | Europa | Europa | Outros | Outros | Total | Total |
| Clube                 | Temporadas        | Divisão               | Jogos | Gols | Jogos        | Gols         | Jogos  | Gols   | Jogos  | Gols   | Jogos | Gols  |
| --------------------- | ----------------- | --------------------- | ----- | ---- | ------------ | ------------ | ------ | ------ | ------ | ------ | ----- | ----- |
| Atlético Madrid B     | 2020–21           | Segunda División B    | 15    | 4    | —            | —            | —      | —      | —      | —      | 15    | 4     |
| Atlético Madrid B     | 2021–22           | Tercera División RFEF | 36    | 25   | —            | —            | —      | —      | —      | —      | 36    | 25    |
| Atlético Madrid B     | Total             | Total                 | 51    | 29   | —            | —            | —      | —      | —      | —      | 51    | 29    |
| Atlético Madrid       | 2021–22           | La Liga               | 1     | 0    | 0            | 0            | 0      | 0      | 0      | 0      | 1     | 0     |
| Atlético Madrid       | 2024–25           | La Liga               | 33    | 2    | 5            | 2            | 9      | 1      | 3      | 0      | 50    | 5     |
| Atlético Madrid       | Total             | Total                 | 34    | 2    | 5            | 2            | 9      | 1      | 3      | 0      | 51    | 5     |
| Zaragoza (empréstimo) | 2022–23           | Segunda División      | 36    | 9    | 1            | 0            | —      | —      | —      | —      | 37    | 9     |
| Alavés (empréstimo)   | 2023–24           | La Liga               | 14    | 1    | 2            | 0            | —      | —      | —      | —      | 16    | 1     |
| Total na carreira     | Total na carreira | Total na carreira     | 135   | 39   | 8            | 2            | 9      | 1      | 3      | 0      | 155   | 42    |

### Internacional
- Atualizado até 10 de junho de 2025[21]

| Seleção   | Ano   | Jogos | Gols |
| --------- | ----- | ----- | ---- |
| Argentina | 2024  | 1     | 0    |
| Argentina | 2025  | 4     | 1    |
| Total     | Total | 5     | 1    |

- Atualizado até 25 de março de 2025

| Não. | Data                | Local                                       | Jogos | Adversário | Pontuação | Resultado | Competição                                  |
| ---- | ------------------- | ------------------------------------------- | ----- | ---------- | --------- | --------- | ------------------------------------------- |
| 1    | 25 de março de 2025 | Estádio Monumental, Buenos Aires, Argentina | 3     | Brasil     | 4–1       | 4–1       | Eliminatórias da Copa do Mundo FIFA de 2026 |